# Bikenibeu Paeniu
Bikenibeu Paeniu (1956. május 10. [Tarawa] – ) tuvalui politikus.

## Politikai pályafutása
Az 1989. szeptember 28-án megtartott parlamenti választáson bejutott a 12 fős parlamentbe, majd miniszterelnökké választották. A poszton Tomasi Puapuát váltotta és Paeniu kormánya Puapua ellenzékéből kerlt ki.
A következő, 1993. szeptember 3-i választásokon sem Paenius, sem Puapua támogatói nem tudtak megfelelő többséget szerezni, így a főkormányzó feloszlatta a parlamentet és novemberben ismét választást tartottak, aminek eredményeként Kamuta Latasi lett az ország miniszterelnöke. 1996-ban Latasi elvesztett egy bizalmatlansági szavazást a parlamentben és Paeniut ismét miniszterelnökké választották. Az 1998-as parlamenti választáson megvédte parlamenti mandátumát, majd a parlament miniszterelnöknek is újraválasztotta.
Miniszterelnökként igyekezett felhívni a világ figyelmét a globális éghajlatváltozás következményeire, azon belül hazája kiszolgáltatott helyzetére.
1999. április 13-án bizalmatlansági indítvány keretében eltávolították posztjáról, és Ionatana Ionatana követte a miniszterelnöki székben. Később pénzügyminiszterként szolgált. A 2006-os választásokon képviselői helyét nem tudta megvédeni, nem került be a parlamentbe.